# Джессіка Лоундес
Джессіка Сьюзан Лоундес (англ. Jessica Suzanne Lowndes; народилася 8 листопада 1988 року, Ванкувер, Канада) — канадська акторка, співачка й авторка пісень, відома роллю школярки з наркозалежністю Адріанни Тейт-Дункан у серіалі «90210: Нове покоління».

## Життєпис
Народилася 8 листопада 1988 року в Ванкувері. Її батьки — вихідці з Англії, України та Німеччини. У неї є молодша сестра. Джессіка началася в «Атлантичній академії», приватній християнській школі неподалік від округу Суррей у Британській Колумбії. У 2006 році після закінчення школи переїхала до Лос-Анджелеса.
З вересня 2008 року Джессіка Лоундес зустрічалася зі своїм колегою по серіалу «90210: Нове покоління», актором і моделлю Адамом Грегорі. З весни 2009 зустрічалася з актором Аароном Полом. З весни 2012 зустрічалася зі спортсменом Джеремі Блумом, розійшлася на початку 2013 року. Незабаром почала стосунки з регбістом Томом Евансом.
Джессіка Лоундес посіла 7-е місце в списку Zap2It 2008 року серед найбільш недооцінених телеакторок. У 2009 році журнал People включив її до свого списку найкрасивіших жінок без макіяжу, а в 2011-му ресурс BuddyTV помістив її на 58-е місце у списку «100 найсексуальніших жінок на телебаченні».

## Кар'єра акторки
Рішення стати акторкою ухвалила несподівано під час прогулянку з матір'ю. Лоундес пішла на прослуховування, на якому її помітив агент, який забезпечив їй першу роль.
Дебютувала на екрані в 2005 році в телефільмі «Порятунок Міллі» роллю Андреа Кондраке. Далі були гостьова поява в горор-серіалі «Майстри жахів», роль в ситкомі «Я вибираю Еліс» та поява в молодіжному серіалі «Кайл XY». Потім зіграла в телевізійному фільмі компанії «Lifetime» під назвою «Кохати і шанувати», випущеному в 2006 році, а в 2007 році з'явилася в телевізійному пілоті «Красунчик / мілашка», який не був продовжений.
У 2008 році Джессіка Лоундес отримала першу головну роль у фільмі жахів «Розтин», а також знялася в молодіжному фільмі жахів «Привиди Моллі Гартлі», в якому також знялася її колега по серіалу «90210: Нове покоління» Анна-Лінн Маккорд. Щоб підготуватися до ролі Адріанни, акторка розмовляла з наркозалежними і переглянула велику кількість документальних фільмів, з яких дізналася про звички людини, яка знаходиться в стані ейфорії або зазнає абстиненції — наприклад, про тремтіння пальців. Також Лоуденс з'явилася в популярному музичному серіалі «Університет» у ролі Менді. У 2009 році з'явилася на шоу «Топмодель по-американськи».
В 2008 році виконала роль у кількох епізодах продовження культового молодіжного серіалу 1990-х «90210: Нове покоління» на каналі CW, її персонажка настільки сподобалася аудиторії, що зрештою Адріанна Тейт-Дункан стає однією з головних героїнь серіалу — в середині першого сезону Джессіка Лоундес увійшла до основного акторського складу шоу.
У 2010 році зіграла головну роль в канадському трилері «Висота», а навесні 2012 році побачив світ незалежний проєкт, мюзикл «Диявольський карнавал» від авторів кіносеріалу жахів «Пилка», де Лоундес зіграла одну з загублених душ, які потрапили до Пекла за гріхи.
У 2014 році вийшло три картини за участю Джессіки Лоундес: «Земний рай», «Життя Ларрі Гейя» та «Спадкоємець».
У 2015 році Лоундес знялася в драматично-трилерній комедійній фільмі «Смертельне усиновлення» телекомпанії Lifetime разом з Віллом Ферреллом та Крістен Віг. А в 2016 році побачив світ фільм Hallmark's A December Bride за її участю разом з Даніелом Ліссінгом.

## Кар'єра співачки

### Виконання
З березня 2009 року Джессіка Лоундес почала викладати свої старі пісні на сторінці «MySpace» — «Fly Away» (вона написала пісню, виконала її та акомпанувала на гітарі), «Break», «Goodbye» (пісня прозвучала в одному з епізодів серіалу «Місячне світло») та «Never Be Lonely». Ці чотири пісні вона написала з найкращою подругою після хворобливого розриву з бойфрендом.
Дебютом Джессіки Лоундес як професійної співачки на екрані став серіал «90210: Нове покоління»: у 2008 році в першому сезоні її героїня виконувала головну роль в шкільній постановці скандально-відомого мюзиклу Дункана Шейка «Весняне пробудження», виконавши пісні «Mama Who Bore Me» та «Mama Who Bore Me: Reprise», а в другому сезоні вона виконала ряд композицій: «Forgive Me», «Jolene» (з репертуару Доллі Партон), "Wop! How I Know! " (З репертуару гурту «Nikki &amp; Rich» — за сюжетом Адріанна виступала разом з дівочим гуртом «The Glorious Steinems») та «One More Time» в дуеті з мексиканським актором і співаком Дієго Бонета, який зіграв у серіалі роль Хав'єра Луни.
У вересні 2009 року Лоундес заспівала пісню «God Bless America» на грі команди Доджерс на їх стадіоні У фінальному епізоді зимових епізодів третього сезону вона виконала класичну різдвяну баладу «Santa Baby».

### Офіційні релізи
Відомо, що Джессіка Лоундес підписала контракт із звукозаписуючою компанією. А її дебютний альбом мав вийти наприкінці 2010 року але реліз був відкладений. Лоуденс записала сингл «Falling In Love» в дуеті з британським репером Ironik, який з'явився у Великої Британії в жовтні 2010 року.
20 квітня 2011 року лейбл «X-Cite Records» оголосив, що Лоундес візьме участь в записі композиції «Undone» у виконанні Джеремі Амеліна, фіналіста французької версії «Американського ідола» — для продажу онлайн трек став доступний 29 квітня 2011 року на iTunes, а 23 травня 2011 року по всьому світу вийшов EP -диск.
11 жовтня 2011 року в продаж на iTunes надійшла нова пісня в сольному виконанні Джессіки Лоундес під назвою «Fool», прем'єра якої відбулася 18 жовтня в шостому епізоді четвертого сезону шоу «90210: Нове покоління». 10 листопада цього ж року відбулася прем'єра її сольного відео на пісню «I Wish I Was Gay», а 11 листопада сингл надійшов у продаж на iTunes. 20 листопада 2011 року співачка розмістила на своєму офіційному каналі на YouTube відео зі зйомок нового кліпу на пісню під назвою «Nothing Like This». 25 січня 2012 року на iTunes вийшов її перший EP-альбом «Nothing Like This», на якому також були випущені пісні «I Wish I Was Gay», «Stamp Of Love» і «Go Back».
3 квітня 2012 року в продаж надійшов саундтрек до фільму-мюзиклу «Диявольський карнавал», для якого Лоуденс записала дует «In All My Dreams (I Drown)» разом з Терренсом Здунічем. 24 квітня в продаж надійшов сингл «Teardrops Fall», що містить звичайну і акустичну версії пісні. 8 травня 2012 року для скачування стала доступна пісня «I Do not Want You Anymore» в дуеті з Томом Полсем — обидві пісні прозвучали в останніх серіях четвертого сезону шоу «90210: Нове покоління». 16 травня вийшов сингл Джессіки Лоундес «The Other Girl». 30 жовтня в продаж надійшов сингл «Snake Charmer» — пісня прозвучала в одному з епізодів «90210: Нове покоління».
7 лютого 2013 року Джессіка Лоундес опублікувала на своїй офіційній сторінці на YouTube, що починаючи з цього дня, щочетверга в продаж магазину iTunes надходитиме сингл зі старих пісень, написаних нею після розставання в 16 років — пісні увійдуть до нового EP під попередньою назвою «Jessica Lowndes #TBT» В той же день в продаж надійшла пісня «Fly Away» раніше доступна тільки на сторінці MySpace. Сингл «Goodbye» вийшов 14 лютого, 2013 року «Break» — 21 лютого. Вихід останнього синглу «Never Lonely» припав на 8 лютого того ж року.
9 вересня 2014 року Джессіка Лоундес випустила свій сингл Silicone in Stereo. Офіційне музичне відео побачило світ 6 вересня 2014 року — як на YouTube, так і на Vevo. Пісня вийшла на 35-е місце у Топ-50 Billboard Canada і піднялось 65-е місце на US Top 100.

## Фільмографія

### Кіно
| Кіно | Кіно                     | Кіно                                       | Кіно         | Кіно                   |
| Рік  | Назва                    | В оригіналі                                | Роль         | Примітки               |
| ---- | ------------------------ | ------------------------------------------ | ------------ | ---------------------- |
| 2009 | Розтин                   | Autopsy                                    | Емілі        | Головна роль           |
| 2009 | Привиди Моллі Хартлі     | The Haunting Of Molly Hartley              | Лорел        | епізодична роль        |
| 2010 | Висота                   | Altitude                                   | Сара         | Головна роль           |
| 2012 | Райський сад             | Garden Of Eden                             | Крістін      | короткометражний фільм |
| 2012 | Диявольський карнавал    | Devil's Carnival                           | Тамара       | роль другого плану     |
| 2014 | Суперстюард              | Larry Gaye: Renegade Male Flight Attendant | Сьюзан       | роль другого плану     |
| 2014 | Принц                    | The Prince                                 | Анджела      | Головна роль           |
| 2015 | Едем                     | Edem                                       | Олена        | Головна роль           |
| 2016 | Абатуар: Лабіринт страху | Abattoir                                   | Джулія Телбо | Головна роль           |

### Телебачення
| Телебачення | Телебачення                                   | Телебачення                             | Телебачення                     | Телебачення                                                       |
| рік         | Назва                                         | В оригіналі                             | Роль                            | Примітки                                                          |
| ----------- | --------------------------------------------- | --------------------------------------- | ------------------------------- | ----------------------------------------------------------------- |
| 2005        | Ррятуючи Міллі                                | Saving Milly                            | Андреа Кондраков                | телевізійний фільм                                                |
| 2005        | Майстри жахів                                 | Masters Of Horror                       | Пеггі                           | епізод „Танець мертвих“                                           |
| 2006        | Я вибираю Еліс                                | Alice, I Think                          | Бекі                            | епізоди „What Would Jesus Do?“ і „Miss Smithers“                  |
| 2006        | Кохати й шанувати                             | To Have & To Hold                       | Ліза                            | телевізійний фільм                                                |
| 2007        | Красунчик / милашка                           | Pretty / Handsome                       | Кессі Бут                       | некуплений пілот                                                  |
| 2007        | Кайл XY                                       | Kyle XY                                 | Єва                             | епізод „Memory Serves“                                            |
| 2008        | Університет                                   | Greek                                   | Менді                           | шість епізодів                                                    |
| 2008        | Хлопці з Китаю                                | Chinese Guys                            | Крісті                          | епізод „Reason To Fight“                                          |
| 2008-2013   | 90210: Нове покоління                         | 90210                                   | Адріаном Тейт-Дункан            | 114 епізодів, основний склад                                      |
| 2009        | То-модель по-американськи                     | America's Next Top Model                | гостьова поява                  | інтерв'ю в реаліті-шоу                                            |
| 2012        | Кошмар матері                                 | A Mother's Nightmare                    | Ванесса Редман                  | телевізійний фільм                                                |
| 2014        | Молоді й голодні                              | Young & Hungry                          | Джуді Грін                      | епізод „Young & Lesbian“                                          |
| 2015        | Гаваї 5.0                                     | Hawaii Five-0                           | Джессіка Міллз                  | епізод „Kuka'awale (Stakeout)“                                    |
| 2015        | Мотив                                         | Motive                                  | Лондон Монтгомері               | епізод „Six Months Later“                                         |
| 2015        | Фатальне усиновлення                          | A Deadly Adoption                       | Бриджитт Гібсон / Джоні Мейзерс | телевізійний фільм „Lifetime“                                     |
| 2015        | Весела матрімонія                             | Merry Matrimony                         | Брі Траверстон                  | телевізійний фільм „Hallmark“                                     |
| 2016        | Зимова наречена                               | A December Bride                        | Лайла О'райллі                  | телевізійний фільм „Hallmark“                                     |
| 2016        | Холістичне детективне агентство Дірка Джентлі | Dirk Gently's Holistic Detective Agency | Джейк Рейні                     | епізоди „Rogue Wall Enthusiasts“ і „Weaponized Soul“              |
| 2016        | Чарівні ялинкові іграшки                      | Magical Christmas Ornaments             | Мері                            | Телевізійний фільм серії „Hallmark Movies & Mysteries“            |
| 2017        | Особливо тяжкі злочини                        | Major Crimes                            | Алекс Сноу                      | епізоди „Conspiracy Theory, Part 1“ і „Conspiracy Theory, Part 2“ |
| 2018        | Кошмар батька                                 | A Father's Nightmare                    | Ванесса Редман                  | телевізійний фільм                                                |

## Дискографія

### Альбоми
„Nothing Like This“, реліз — 24 січня 2012 року
1. „Nothing Like This“ (3:47) — пісня видавалася синглом
2. „Stamp Of Love“ (3:13)
3. „I Wish I Was Gay“ (3:10) — пісня видавалася синглом
4. „Go Back“ (2:57)

### Сингли
| Назва                                               | Рік  | Чат | Чат             | Чат     | Альбом                       |
| Назва                                               | Рік  | US  | Top Heatseekers | Digital | Альбом                       |
| --------------------------------------------------- | ---- | --- | --------------- | ------- | ---------------------------- |
| » Falling In Love « (feat. Ironik)                  | 2010 | -   | 12              | 10      | „Falling In Love“ (EP)       |
| „Undone“ (feat. Jérémy Amelin)                      | 2011 | -   | 1               | 1       | -                            |
| „Fool“                                              | 2012 | -   | 19              | -       | „Nothing Like This“ (EP)     |
| „I Wish I Was Gay“                                  | 2012 | -   | -               | -       | „Nothing Like This“ (EP)     |
| „Nothing Like This“                                 | 2012 | -   | 102             | -       | „Nothing Like This“ (EP)     |
| „In All My Dreams I Drown“ (feat. Terrance Zdunich) | 2012 | -   | -               | -       | „The Devil's Carnival“ (OST) |
| „The Other Girl“                                    | 2012 | -   | -               | -       | сингли                       |
| „I Do not Will not You Anymore“                     | 2012 | -   | -               | -       | сингли                       |
| „Teardrops Fall“                                    | 2012 | -   | -               | -       | сингли                       |
| „Snake Charmer“                                     | 2012 | -   | -               | -       | сингли                       |
| „Fly Away“                                          | 2013 | -   | -               | -       | „#TBT“ (EP)                  |
| „Goodbye“                                           | 2013 | -   | -               | -       | „#TBT“ (EP)                  |
| „Break“                                             | 2013 | -   | -               | -       | „#TBT“ (EP)                  |
| „Never Be Lonely“                                   | 2013 | -   | -               | -       | „#TBT“ (EP)                  |
| „The Last Time“                                     | 2013 | -   | -               | -       | сингл                        |

### Відео
| Рік  | Назва                       | Режисер                   |
| ---- | --------------------------- | ------------------------- |
| 2010 | » Falling in Love "         | Френк І. Флауерс          |
| 2011 | «I Wish I Was Gay»          | Френк І. Флауерс          |
| 2012 | «Nothing Like This»         | Тао Располі               |
| 2012 | «I Do not Want You Anymore» | 90210 Season 4 DVD Extras |
| 2014 | «Silicone In Stereo»        |                           |
| 2015 | «Deja Vu»                   |                           |
| 2015 | «Deja Vu (Remix)»           | Рендалл Слейвін           |
| 2016 | «Underneath The Mask»       |                           |